# Miguel Ángel Morales Aguilar
Miguel Ángel Morales Aguilar es un escritor mexicano nacido en Piedras Negras, Coahuila, el 25 de mayo de 1967 y radicado en Torreón.
Fue becario del Fondo Estatal para Cultura y las Artes de Coahuila en 1997 y obtuvo el Premio de Poesía Manuel José Othón, el Premio de Cuento Magdalena Mondragón y el Premio Nacional de Narrativa Elena Poniatowska. Es colaborador de As de Corazones Rotos, Cantera Verde, El Financiero y La Tolvanera.

## Obras
- Celebración del chamán. UNAM. Colección El Ala del Tigre. 1995. Poesía.
- Cerro del Tezonco. Brecha. 1998. Narrativa.
- Círculo de luna. Icocult. 1999. Poesía.
- Los días en el jardín. DMC Torreón. 2000. Poesía.
- Otra vez en el paraíso. Fondo Editorial Tierra Adentro. 2000. Poesía.
- Perder la piel: cuentos de amor para adolescentes. Molino de Letras. Serie Malitzin. 2003. Narrativa. Con otros.
- Lamentos para acompañar a los coyotes. Icocult. Colección La Fragua. 2004. Poesía.
- Cuaderno sobre el polvo y la plegaria. Ayuntamiento de Torreón. Colección Centenario. 2004. Poesía.
- Hojas desprendidas. Secretaría de Cultura del Estado de Coahuila. 2015. Poesía.